# Bamse

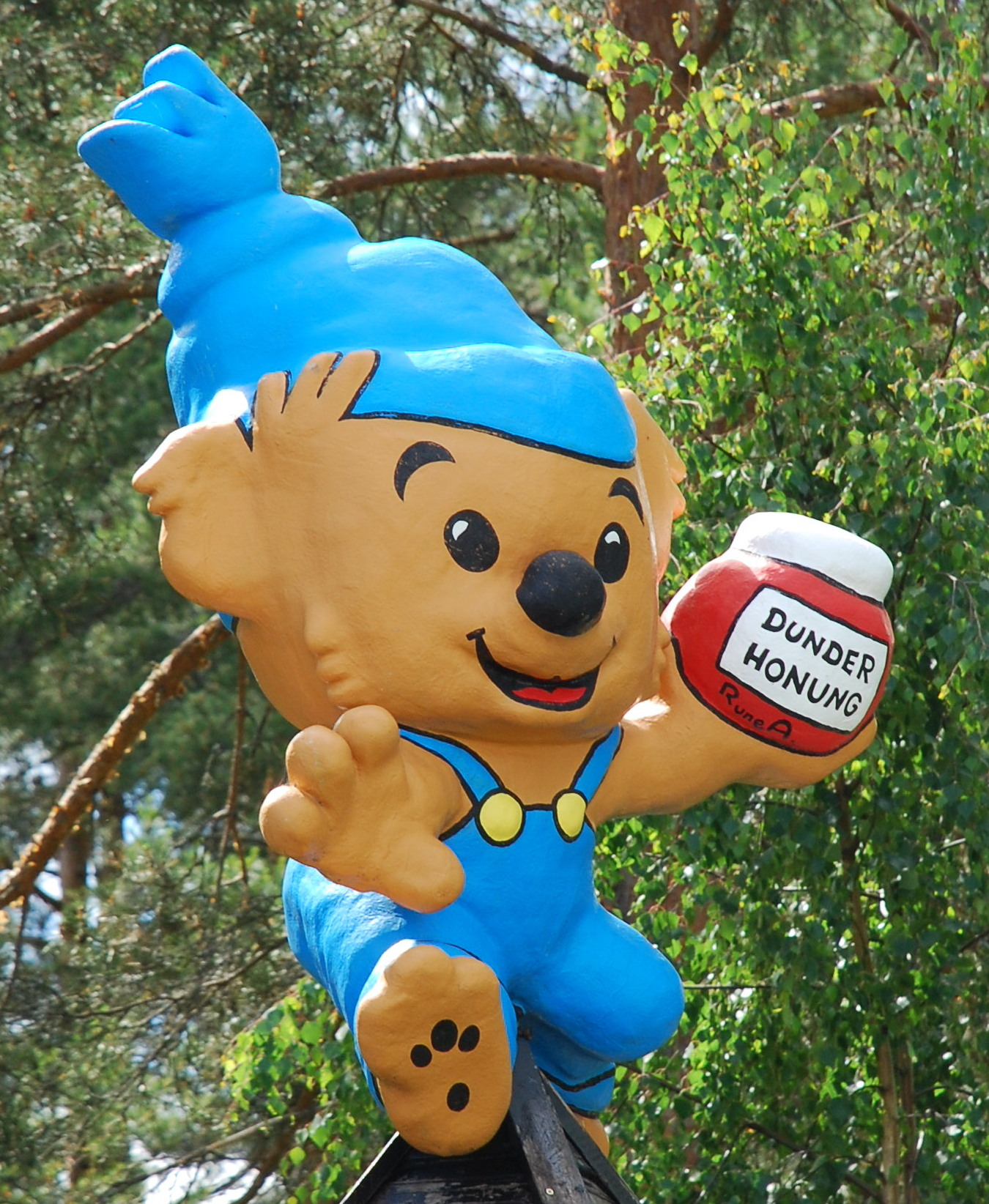
Bamse

Bamse – Världens starkaste och snällaste björn („Der stärkste und netteste Bär der Welt“) ist eine schwedische Cartoon-Figur, die von Rune Andréasson geschaffen wurde. Der Name Bamse kommt von einem skandinavischen Wort, das „Bär“ oder „Teddybär“ (im Dänischen), aber auch „riesig“ (im Schwedischen) bedeutet.

## Geschichte
Die Figur tauchte 1966 zuerst in kurzen Filmen des schwedischen Fernsehens auf, bevor sie 1973 ihre eigene, kontinuierlich erscheinende Zeitschrift bekam. Rune zeichnete bis 1975 die Serie selbst und hat bis 1990 die Geschichten entwickelt. Im Jahr 1993 wurde die Zeitschrift in elf Sprachen herausgegeben und hatte eine Gesamtauflage von 1,5 Millionen Exemplaren. Ein Jahr zuvor gab es auch eine deutsche Ausgabe mit dem Namen Tino Tatz. Diese brachte es von Januar 1992 bis Oktober 1993 auf 14 Ausgaben und wurde vom Ehapa Verlag vertrieben. In Zusammenarbeit mit dem Vasa-Museum in Stockholm erschien 2017 das Comic-Heft Tino Tatz und das Wasa-Schiff.
Um Bamse entwickelte sich reges Merchandising, so gibt es unter anderem T-Shirts, Kinderzahnpasta und Kinderschuhe mit Bamse-Motiv. Im Jahr 1980 erschien in Schweden eine Briefmarke zu Ehren von Bamse. 1998 startete der Themenpark Bamses Värld (Bamses Welt) als eine Attraktion im Tierpark Kolmården. Mit Bamse – Der liebste und stärkste Bär der Welt kam 2014 ein erster Zeichentrickfilm um Bamse in die schwedischen Kinos.

## Inhalt
Die Hauptfigur ist ein kleiner Braunbär, der nach dem Verzehr des von seiner Großmutter speziell für ihn hergestellten Zauberhonigs ungeahnte Kräfte entwickelt. Andere Personen bekommen von diesem Honig, der im Original dunderhonung („Donnerhonig“) heißt, nur drei Tage Bauchschmerzen.
Bamses Freunde sind Lille Skutt („Hopser“), ein quirliges, aber auch sehr ängstliches weißes Kaninchen, und Skalman („Herr Schildkröte“), eine intelligente Schildkröte, die allerlei selbst entwickelte Maschinen in ihrem Schild mit sich trägt. Für Skalman persönlich ist die Essen-und-Schlafen-Uhr das wichtigste Utensil. An deren Signale hält er sich strikt, auch wenn die Situation sehr ungünstig erscheint. Nur in äußerst wenigen Fällen hat er diese Uhr bisher ignoriert.
Auf speziellen „Schulseiten“ berichten die Figuren über Tiere, fremde Kulturen, historische Ereignisse und Ähnliches. Oft unternehmen die Figuren Zeitreisen, um ihr Wissen zu erweitern. Es gibt aber auch viele Geschichten, in denen Zwerge, Trolle, Drachen und weitere Fabelwesen vorkommen.
Ein früherer Gegner von Bamse, Vargen („Der Wolf“), wurde zum Freund des kleinen Bären, nachdem er von ihm höflich behandelt wurde. Krösus Sork („Krösus Wühlmaus“), figuriert als Kapitalist, der für Geld zu jeder Schandtat bereit ist.

## Verfilmung
Der DVD-Film Bamse – der liebste und stärkste Bär der Welt von MFA-Film erschien 2017.